# Protomycopsis bellidis
Protomycopsis bellidis (лат.) — вид паразитических грибов из семейства Протомициевые (Protomycetaceae), вызывает пятнистость листьев у маргаритки (Bellis).
На поражённых листьях появляются округлые пятна размерами до 3 мм, вначале бледно-зелёные, затем становятся жёлтыми или желтовато-коричневыми. Сходные повреждения вызывает экзобазидиальный (класс Exobasidiomycetes) гриб Entyloma bellidis, его можно отличить по более мелким спорам.
Незрелые аскогенные клетки (см. Протомициевые#Морфология) эллипсоидные, мелкобородавчатые, затем становятся шаровидными или почти шаровидными и гладкими. Они коричневого цвета, диаметром 26—41 мкм, с оболочкой толщиной 2—5 мкм. 
Protomycopsis bellidis был описан в Германии на маргаритке многолетней (Bellis perennis), также встречается в Польше и Швейцарии.